# Susak (Mali Lošinj)
Pour l’article homonyme, voir Susak.
Susak est une localité de Croatie située sur l'île de Susak et dans la municipalité de Mali Lošinj, comitat de Primorje-Gorski Kotar. En 2001, la localité comptait 188 habitants.

## Démographie
| 1948  | 1953  | 1961  | 1971 | 1981 | 1991 | 2001 |
| ----- | ----- | ----- | ---- | ---- | ---- | ---- |
| 1 629 | 1 434 | 1 199 | 323  | 247  | 188  | 188  |